# Maid of Orleans (The Waltz Joan of Arc)
Maid of Orleans (The Waltz Joan of Arc) ist ein Lied der britischen Synthie-Pop-Band Orchestral Manoeuvres in the Dark (kurz „OMD“) aus dem Jahre 1982. Es war nach Souvenir und Joan of Arc die dritte Single-Auskopplung aus dem Studio-Album Architecture & Morality. Um Verwechselungen mit der Single Joan of Arc zu vermeiden, wählten OMD den Titel Maid of Orleans. Es ist im deutschsprachigen Raum die bis heute erfolgreichste Single der Band. Sie belegte in den deutschen Jahrescharts 1982 den ersten Platz.

## Hintergrund
Der Text wurde von Andy McCluskey geschrieben und handelt von der französischen Nationalheldin Jeanne d’Arc. Ursprünglich wurde das Lied zum 550. Todestag von Jeanne d’Arc, dem 30. Mai 1981, geschrieben. Die markante Melodie wird mit einem Mellotron gespielt und erinnert klanglich an einen Dudelsack. Das Stück ist mit einem walzerähnlichen 6/8-Takt unterlegt. Das etwa einminütige Intro besteht aus elektronischen Klängen, die nachträglich eingefügt wurden.
Die Veröffentlichung fand am 15. Januar 1982 statt.

## Kommerzieller Erfolg

### Chartplatzierungen
In Deutschland war Maid of Orleans 43 Wochen in den Singlecharts, davon vier auf Platz eins. So wurde das Lied die erfolgreichste Single des Jahres. Auch in den von Lesern gewählten Jahrescharts der Jugendzeitschrift Bravo belegten OMD den ersten Platz. In der Schweiz errangen sie in der Jahreshitparade den Rang 15. Es war insgesamt der erfolgreichste Song von OMD.
| ChartsChartplatzierungen     | Höchstplatzierung | Wochen/ Monate |
| ---------------------------- | ----------------- | -------------- |
| Deutschland (GfK)            | 1 (43 Wo.)        | 43 Wo.         |
| Österreich (Ö3)              | 2 (3,5 Mt.)       | 3,5 Mt.        |
| Schweiz (IFPI)               | 4 (16 Wo.)        | 16 Wo.         |
| Vereinigtes Königreich (OCC) | 4 (10 Wo.)        | 10 Wo.         |

| ChartsJahrescharts (1982)    | Platzierung |
| ---------------------------- | ----------- |
| Deutschland (GfK)            | 1           |
| Österreich (Ö3)              | 6           |
| Schweiz (IFPI)               | 6           |
| Vereinigtes Königreich (OCC) | 33          |

### Auszeichnungen für Musikverkäufe
| Land/Region                  | Auszeichnungen für Musikverkäufe (Land/Region, Auszeichnung, Verkäufe) | Verkäufe |
| ---------------------------- | ---------------------------------------------------------------------- | -------- |
| Deutschland (BVMI)           | Gold                                                                   | 250.000  |
| Niederlande (NVPI)           | Gold                                                                   | 100.000  |
| Spanien (Promusicae)         | Gold                                                                   | 25.000   |
| Vereinigtes Königreich (BPI) | Silber                                                                 | 250.000  |
| Insgesamt                    | 1× Silber · 3× Gold ·                                                  | 625.000  |

## Coverversionen
Von Maid of Orleans wurde in der Hauptsache die Melodie gecovert. Bekannte Interpreten sind unter anderem Drafi Deutscher, Gregorian, Watergate und Voi feat. DJ Frost & Talla 2XLC.

## Video
Die Außenaufnahmen des Original-Videos zu Maid of Orleans mit der Schauspielerin Julia Tobin wurden bei den Brimham Rocks in Nidderdale sowie in der Ruine von Fountains Abbey gedreht. Regie führte Steve Barron, der später zu einem der bedeutendsten Musikclip-Regisseure wurde.